# Tricorythodes numinuh
Tricorythodes numinuh is een haft uit de familie Leptohyphidae. De wetenschappelijke naam van de soort is voor het eerst geldig gepubliceerd in 2001 door Wiersema, McCafferty & Baumgardner.
De soort komt voor in het Nearctisch gebied.